# Collandres
Collandres é uma comuna francesa na região administrativa de Auvérnia-Ródano-Alpes, no departamento de Cantal. Estende-se por uma área de 40,43 km². Em 2010 a comuna tinha 167 habitantes (densidade: 4,1 hab./km²).